# Partito Comunista d'Italia (marxista-leninista)
Il Partito Comunista d'Italia (marxista-leninista) (PCd'I (m-l)) è stato un partito politico italiano di ispirazione maoista, nato nel 1966 a seguito di una scissione dell'area antirevisionista del Partito Comunista Italiano.

## Storia
Il PCd'I (m-l) fu fondato a Livorno nell'ottobre 1966 da un gruppo di comunisti di orientamento marxista-leninista che dopo il XX Congresso del Partito Comunista dell'Unione Sovietica (PCUS) uscirono dal Partito Comunista Italiano (PCI) di Luigi Longo a causa della linea politica giudicata revisionista. Essi diedero vita al Movimento Marxista-Leninista Italiano con organo di diffusione il settimanale Nuova Unità.
La fondazione di questo nuovo partito, che si definiva a sinistra del PCI, avvenne nello stesso luogo dove nel 1921 Amadeo Bordiga e Antonio Gramsci, usciti a sinistra dal Partito Socialista Italiano, fondarono il Partito Comunista d'Italia sezione italiana dell'Internazionale Comunista.
I fondatori del Partito Comunista d'Italia (marxista-leninista) criticavano e accusavano i dirigenti del PCI di revisionismo, cioè di aver accettato la tesi di Nikita Sergeevič Chruščëv del XX congresso del PCUS che denigrava Iosif Stalin e di portare avanti una linea politica parlamentarista e riformista. Per questo aspetto politico pensavano fosse necessario fondare un partito comunista veramente rivoluzionario alla luce della «deriva riformista e parlamentarista» del PCI.
Segretario del partito fu eletto Fosco Dinucci. Poteva all'epoca prendere la tessera del PCd'I (m-l) solo chi dimostrava di conoscere il pensiero di Karl Marx, Vladimir Lenin, Iosif Stalin e Mao Zedong e poteva attivamente dedicarsi alla causa della rivoluzione proletaria. Il partito si dichiarò contrario alla democrazia borghese parlamentare. Per i militanti rivoluzionari del PCd'I (m-l) l'unica via era la rivoluzione e la dittatura del proletariato per realizzare il comunismo anche in Italia mediante la collettivizzazione dei mezzi di produzione e scambio e l'economia di Stato pianificata.
Nel 1968 quando lo scontro ideologico tra il PCUS e il Partito Comunista Cinese era al culmine il PCd'I (m-l) veniva riconosciuto dal PCC e dal Partito del Lavoro d'Albania quale riferimento italiano. Tale riconoscimento divenne ufficiale nell'agosto del 1968. In quei giorni Osvaldo Pesce e Dino Dini si recarono in delegazione a Pechino e incontrarono Mao Zedong e importanti dirigenti cinesi come Zhou Enlai, Chen Boda, Kang Sheng, Jiang Qing e Yao Wenyuan. L'incontro fu immortalato in una foto pubblicata dal quotidiano Nuova Unità in cui si vedevano i due rappresentanti italiani assieme ai dirigenti cinesi.

### Scissioni
Il PCd'I (m-l) subì diverse scissioni, fra cui:
- nel 1969 da parte di Angiolo Gracci e Dino Dini (Partito Comunista d'Italia marxista-leninista - Linea Rossa);
- nel 1969 da parte dell'Organizzazione Comunista Bolscevica Italiana marxista-leninista (che nel 1977 diede vita al PMLI);
- nel 1970 da parte di Osvaldo Pesce (Organizzazione Comunista d'Italia (marxista-leninista), successivamente Partito Comunista Unificato d'Italia;
- nel 1979 da parte del gruppo raccolto attorno al quotidiano Ottobre su posizioni più attente all'Unione Sovietica e alla sinistra del PCI;
- nel 1980 da parte di Ubaldo Buttafava (La nostra lotta) su posizioni filo-albanesi.

Il 15 settembre 1991 PCd'I (M-L) confluì nel Movimento per la Rifondazione Comunista, l'odierna Rifondazione Comunista.

## Congressi
- I Congresso – Livorno, 14-16 ottobre 1966
- II Congresso – Parma, 5-7 gennaio 1973
- III Congresso – Firenze, 21-24 gennaio 1978
- IV Congresso – Roma, 21-23 gennaio 1984
- V Congresso – Milano, 24-26 marzo 1990
- VI Congresso straordinario – Roma, 14-15 settembre 1991

## Primo vertice del Pcd'I (m-l)
Comitato centraleVladimiro Areta, Arturo Balestri, Floriano Balestri, Ferdinando Cardini, Mario Casaldi, Paolo Cocozza, Edo De Cao, Vito Di Gesù, Fosco Dinucci, Carmelo Fragomeni, Dino Frangioni, Mario Geymonat, Angiolo Gracci, Mario Imperato, Pietro La Gamba, Giorgio Mangini, Enzo Misefari, Antonello Obino, Libero Pellegrini, Rino Perico, Osvaldo Pesce, Osvaldo Pugliese, Riccardo Rinaldi, Livio Risaliti, Franco Saltarelli, Alberto Sartori, Pietro Scavo, Salvatore Staglianò, Marcella Vallini e Sante Zanon Sante
Ufficio politicoArturo Balestri, Mario Casaldi, Fosco Dinucci, Carmelo Fragomeni, Pietro La Gamba, Enzo Misefari, Antonello Obino, Osvaldo Pesce e Livio Risaliti
SegreteriaFosco Dinucci, Osvaldo Pesce e Livio Risaliti
Segretario generaleFosco Dinucci

## Organizzazione giovanile
L'Unione della Gioventù Comunista d'Italia (marxista-leninista) era l'organizzazione giovanile di ispirazione maoista del partito.
Su proposta dell'Ufficio Politico del PCd'I (m-l) il 4 dicembre 1966 a Roma si svolse il congresso di fondazione del partito giovanile che elesse segretario nazionale Antonello Obino.
L'organizzazione giovanile del partito pubblicò come organo d'informazione il periodico Guardia Rossa fino al 1970, quindi Gioventù Comunista fino al 1981, È ora fino al 1985 e Diritto al futuro fino al 1991.